# دریاچه تایهو

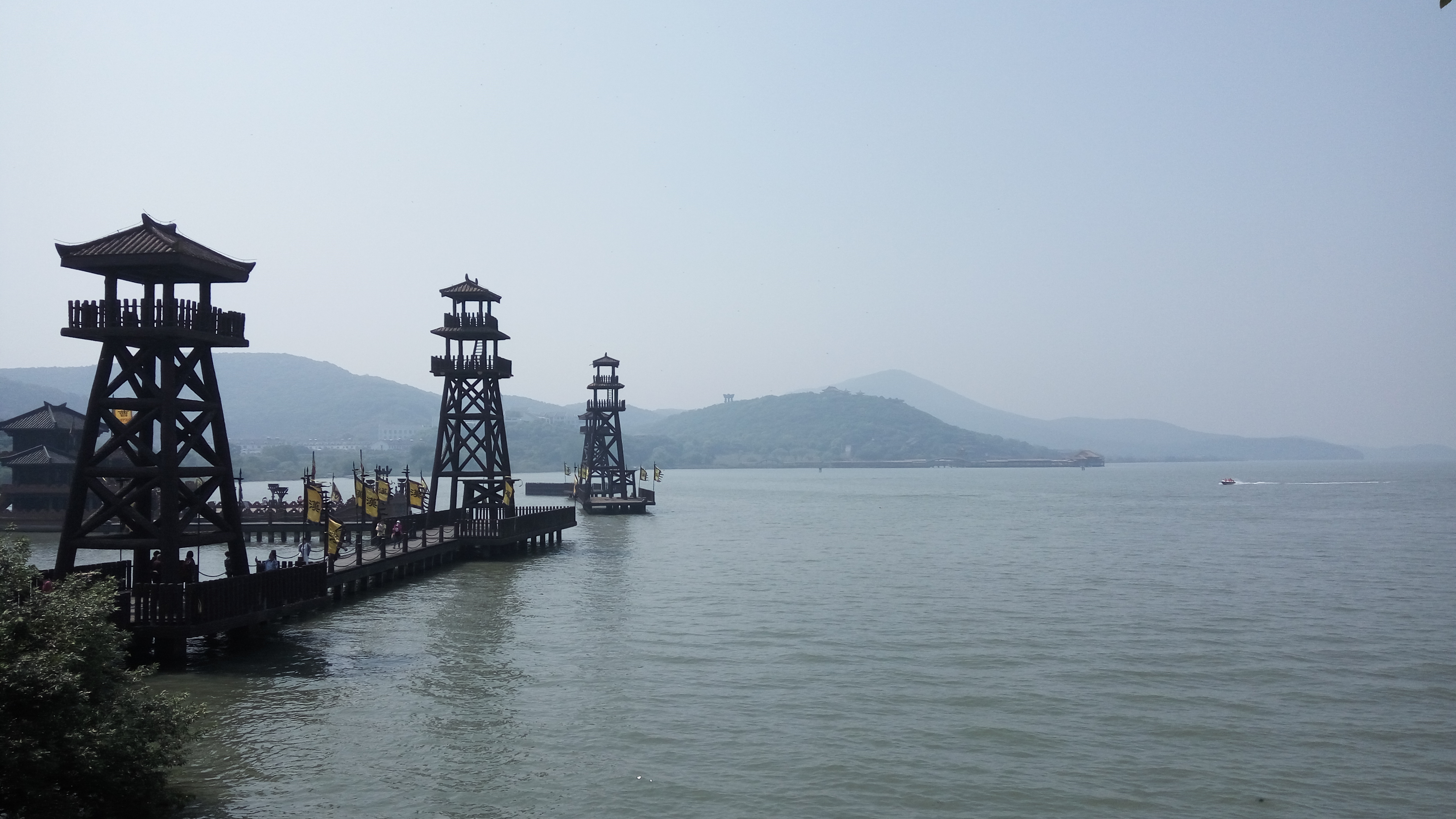
ساحل دریاچه تای در پارک سه پادشاهی ووشی

دریاچه تایهو (به انگلیسی: Lake Taihu)، همچنین به‌عنوان دریاچه تای شناخته می‌شود، دریاچه‌ای در دلتای یانگ‌تسه و یکی از بزرگ‌ترین دریاچه‌های آب شیرین در چین است. این دریاچه در استان جیانگ‌سو قرار دارد و بخش قابل توجهی از ساحل جنوبی آن مرز خود را با چجیانگ تشکیل می‌دهد. با مساحت ۲۲۵۰ کیلومترمربع و عمق متوسط ۲ متر، این سومین دریاچه بزرگ آب شیرین به‌طور کامل در چین پس از پویانگ و دونگینگ است. دریاچه دارای حدود ۹۰ جزیره است که از نظر اندازه از چند مترمربع تا چندین کیلومترمربع می‌باشد.
دریاچه تای به آبراه بزرگ چین متصل است و منشأ تعدادی از رودخانه‌ها از جمله نهر سوژو است. در سال‌های اخیر دریاچه تای با آلودگی روبرو شده است زیرا منطقه اطراف آن توسعه سریع صنعتی به‌وسیله صنایع چینی را تجربه کرده است.

## تشکیل

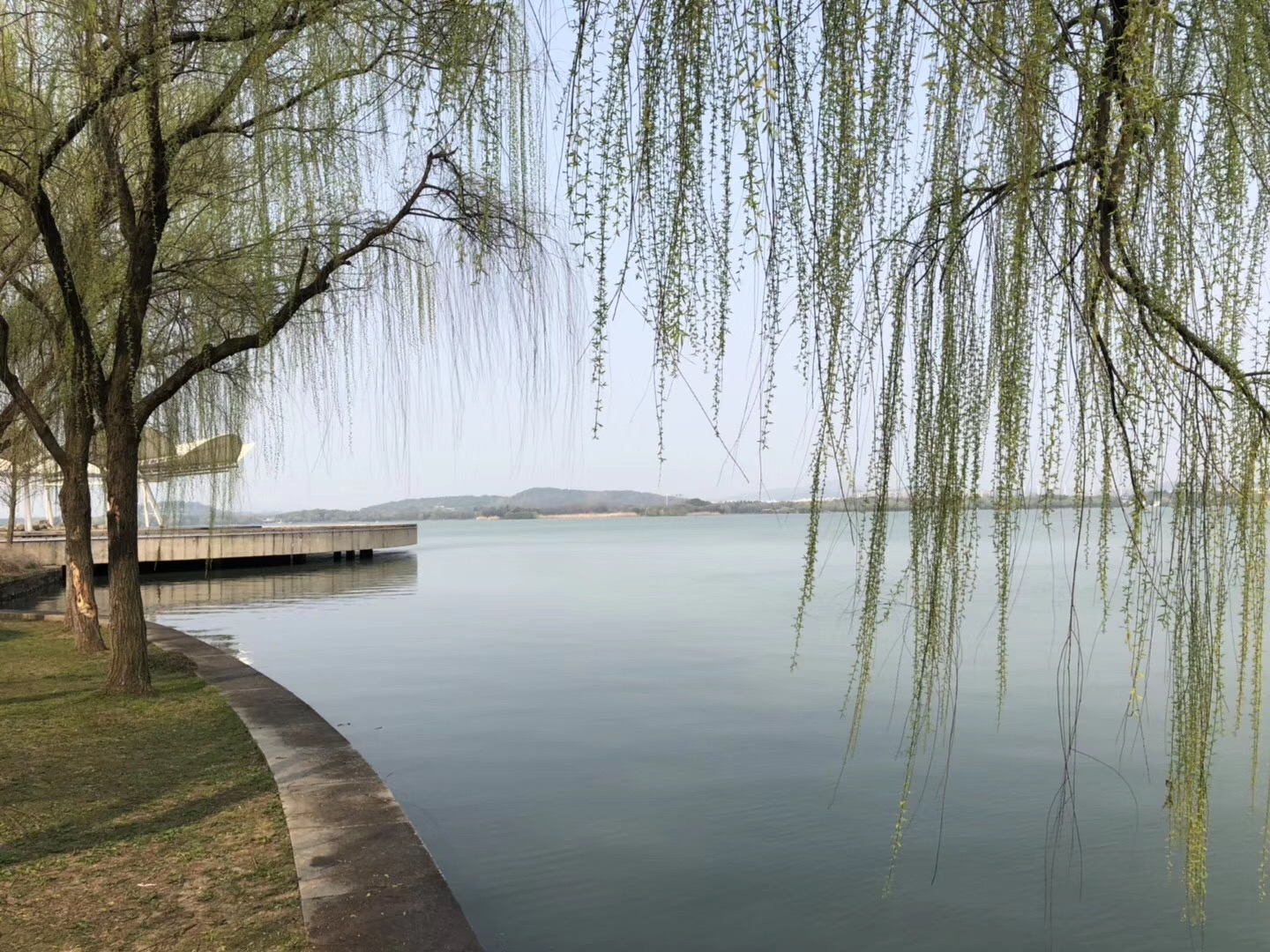
نمایی از لبه آب

مطالعات علمی نشان می‌دهد که ساختار دایره‌ای دریاچه تای نتیجه برخورد شهاب سنگ بر اساس کشف مخروط‌های خرد شده کوارتز دگرگون شده از شوک (Shock metamorphism)، میکروکتکتیت‌ها و شکستگی‌های تخلیه شوک-دگرگونی است. تاریخ دهانه برخوردی بزرگتر از ۷۰ میلیون سال و احتمالاً مربوط به اواخر دوره دوونین است. با این حال تحقیقات جدید نشان می‌دهد که شواهد موجود هیچ ساختار دهانه یا شوک معدنی در دریاچه تای را نشان نمی‌دهد. فسیل‌ها نشان می‌دهد که دریاچه تای تا زمان ورود دریای شرق چین در دوران هولوسن خشک بوده است. دلتاهای رو به رشد رودخانه‌های یانگ‌تسه و کیانتانگ سرانجام دریاچه تای را از دریا بستند و هجوم آب شیرین از رودخانه‌ها و باران آن را به دریاچه‌ای با آب شیرین تبدیل کرد.

## مکان‌های دیدنی
این دریاچه به دلیل تشکیل سنگ‌های آهکی منحصر به فرد خود در دامنه کوه مجاور دانگتینگ مشهور است. این «صخره‌های ادیب» یا «سنگ‌های تایهو» اغلب به عنوان یک ماده تزئینی برای باغ‌های سنتی چینی مورد توجه قرار می‌گیرند، برای نمونه مواردی که در موزه‌های نزدیک سوژو نگهداری می‌شوند. دریاچه تای را می‌توانید از بالای بتکده نور اژدها در پارک (Xihui Park) غربی ووشی مشاهده کنید، که از آن هم ووشی و هم دریاچه تای قابل مشاهده است. یکی دیگر از چشم‌اندازهای سراسرنمای مشهور که توسط شعری از سو شی در قرن ۱۱ مشهور شد از لانگشان است.
سه جزیره دریاچه به عنوان یک پارک زمین‌شناسی ملی تحت نام سانشان حفظ شده است. آنها به عنوان محل سکونت پیشین راهزنان محلی شهرت دارند. می‌یوان نیز در کنار دریاچه تای در کنار یوانتوژو قرار دارد. Yuantouzhu نام خود را «جزیره سر لاک‌پشت» از شکل طرح کلی آن دریافت کرد.

### چرخ و فلک
«ستاره دریاچه تای» یک چرخ و فلک غول پیکر ۱۱۵ متری در ساحل دریاچه است. تکمیل در سال ۲۰۰۸ تکمیل شد و گردش کامل آن ۱۸ دقیقه طول می‌کشد. مسافران می‌توانند از مناظر دریاچه تای و مرکز شهر لذت ببرند. در شب، جلوه‌های روشنایی در اطراف چرخ روشن می‌شود.

### نقاط دیدنی
اقامتگاه آب گرم «Sheraton Huzhou Hot Spring Resort» در ساحل جنوبی دریاچه واقع شده است.

## تجارت و صنعت
این دریاچه به‌دلیل صنعت ماهیگیری مولدش معروف است و اغلب توسط ناوگان قایق‌های کوچک ماهیگیری خصوصی پوشیده شده است. از اواخر دهه ۱۹۷۰، برداشت محصولات غذایی مانند ماهی و خرچنگ برای افرادی که در کنار دریاچه زندگی می‌کنند بسیار ارزشمند بوده و به اقتصاد مناطق اطراف آن کمک قابل توجهی کرده است.
این دریاچه محل صنعت گسترده سرامیک از جمله کارخانه سفالگری ییشینگ است که قوری‌های سفالی ییشینگ (Yixing clay teapot) معروف را تولید می‌کند.

## آلودگی

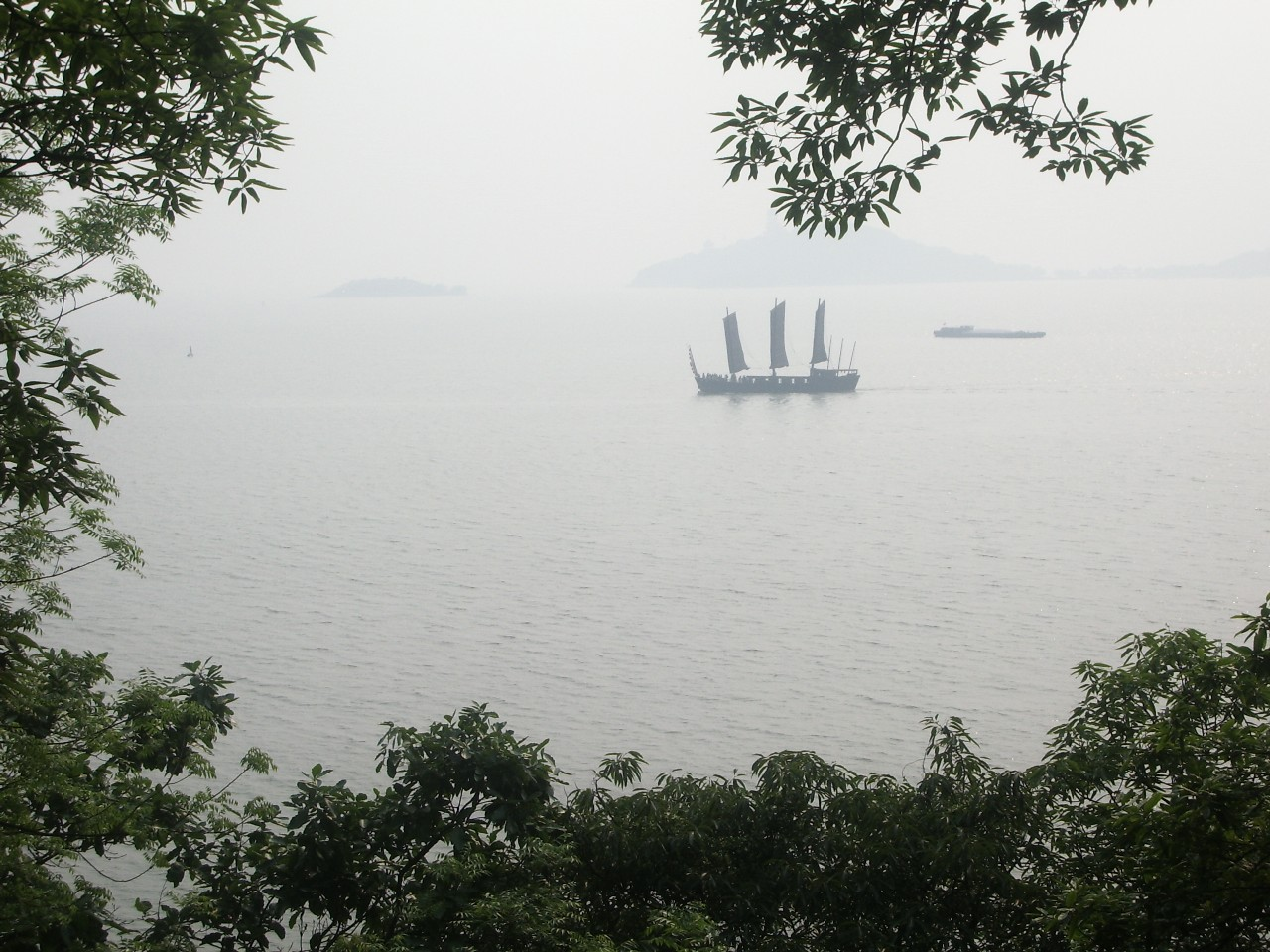
کشتی در دریاچه تایهو

آلودگی دریاچه ده‌ها سال است که با وجود تلاش برای کاهش آلودگی همچنان پایدار و در نتیجه بی‌اثر بوده است. در دهه‌های ۱۹۸۰ و ۱۹۹۰، تعداد صنایع در منطقه دریاچه سه برابر شد و جمعیت نیز به‌میزان قابل‌توجهی افزایش یافت. تنها یک میلیارد تن فاضلاب، ۴۵۰ هزار تن زباله و ۸۸۰ هزار تن زباله‌های حیوانی تنها در سال ۱۹۹۳ در دریاچه کم عمق ریخته شد. دولت مرکزی وارد عمل شد و کمپینی را برای پاک‌سازی دریاچه آغاز کرد و مهلت رعایت استانداردهای آلودگی را تعیین کرد. هنگامی که مهلت مقرر رعایت نشد ۱۲۸ کارخانه در شب سال نو در سال ۱۹۹۹ تعطیل شدند. رعایت آن تا حدودی بهبود یافت اما مشکل آلودگی همچنان شدید بود.
در ماه مه ۲۰۰۷، این دریاچه با شکوفایی عمده جلبک‌ها و آلودگی زیاد با سیانوباکتری‌ها سبقت گرفت. دولت چین با وجود منشأ انسانی این فاجعه زیست‌محیطی، دریاچه را یک فاجعه بزرگ طبیعی خواند. با افزایش میانگین قیمت آب بطری تا شش برابر نرخ عادی، دولت همه ارائه‌دهندگان آب منطقه‌ای را از افزایش قیمت منع کرد. (این دریاچه آب ۳۰ میلیون ساکن را تأمین می‌کند از جمله حدود یک میلیون نفر در ووشی) تا اکتبر ۲۰۰۷ گزارش شد که دولت چین بیش از ۱۳۰۰ کارخانه در اطراف دریاچه را تعطیل کرده یا به آنها اطلاع داده است.
با این وجود وو لیهونگ یکی از برجسته‌ترین دوستداران محیط زیست که آلودگی دریاچه را تبلیغ می‌کرد به اتهام اخاذی از یکی از آلاینده‌ها به سه سال زندان محکوم شد، اما در سال ۲۰۱۰ ادعا کرد که حتی یک کارخانه تعطیل نشده است.
استان جیانگ‌سو قصد داشت دریاچه را تمیز کند، به ریاست ون جیابائو، شورای ایالتی هدف خود را برای تکمیل این کار تا سال ۲۰۱۲ تعیین کرد. با این حال در سال ۲۰۱۰ اکونومیست گزارش داد که آلودگی دوباره شروع شده است و وو لیهونگ که در ماه آوریل از زندان آزاد شد مدعی بود که دولت سعی می‌کند اخبار شیوع را متوقف کند در حالی که به سایر منابع به‌جای آب دریاچه تغییر می‌دهد.